# Traspinedo

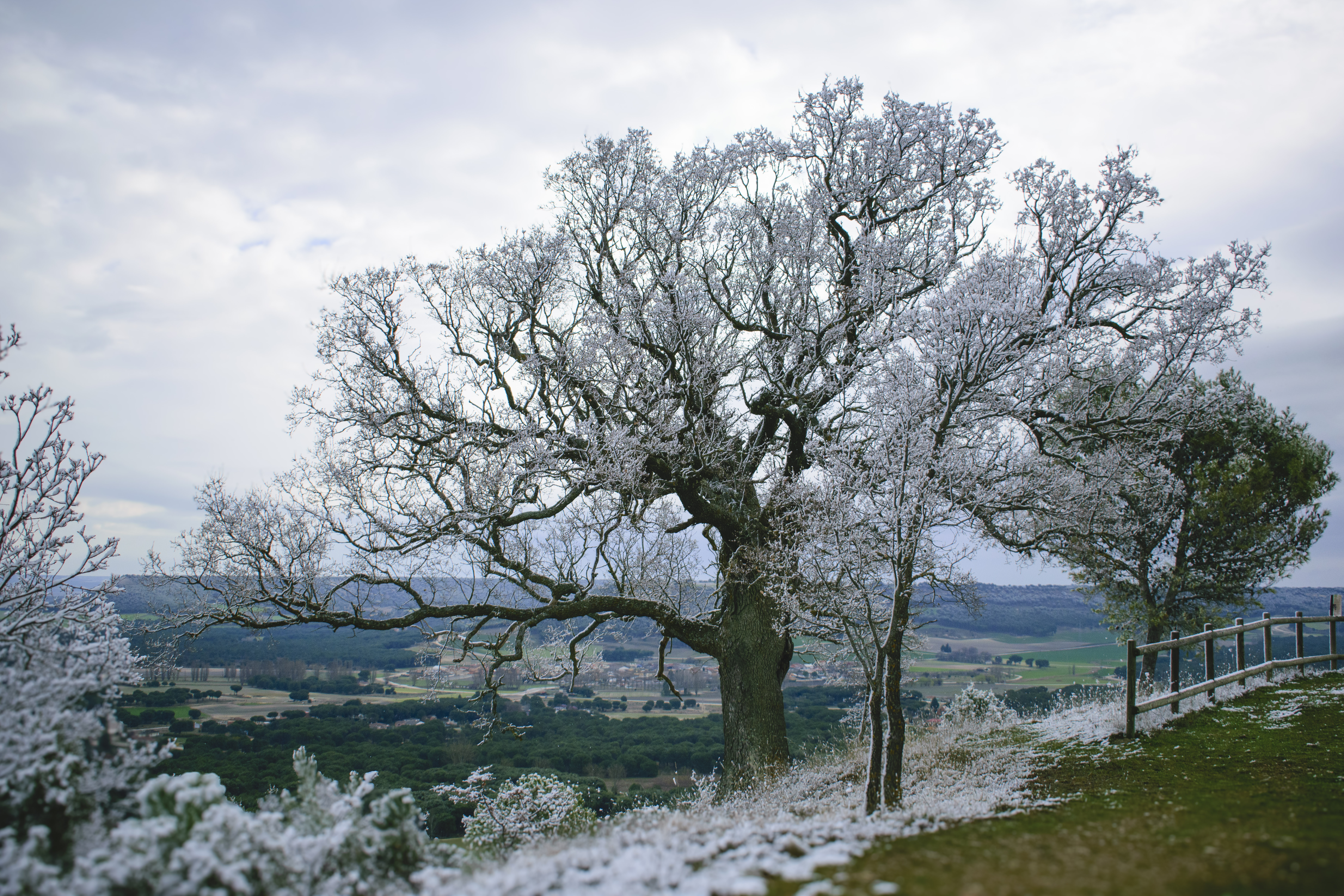
Pino de la Atalaya nevado

Traspinedo es un municipio y localidad española de la provincia de Valladolid, en la comunidad autónoma de Castilla y León.

## Geografía
Integrado en la comarca de Tierra de Pinares, se sitúa a 25 kilómetros de la capital provincial. El término municipal está atravesado por la carretera nacional N-122, entre los pK 337 y 342, además de por una carretera local que permite la comunicación con Santibáñez de Valcorba. 
El relieve del municipio es predominantemente llano por la presencia del río Duero, que hace de límite por el norte. Por el sur se alza un páramo que se extiende por los municipios colindantes. La altitud oscila entre los 865 metros al sur y los 700 metros al norte, a orillas del Duero. El pueblo se alza a 742 metros sobre el nivel del mar. 
| Noroeste: Villabáñez   | Norte: Villabáñez          | Noreste: Sardón de Duero                       |
| Oeste: Tudela de Duero |                            | Este: Sardón de Duero y Santibáñez de Valcorba |
| Suroeste: La Parrilla  | Sur: Montemayor de Pililla | Sureste: Santibáñez de Valcorba                |

## Historia

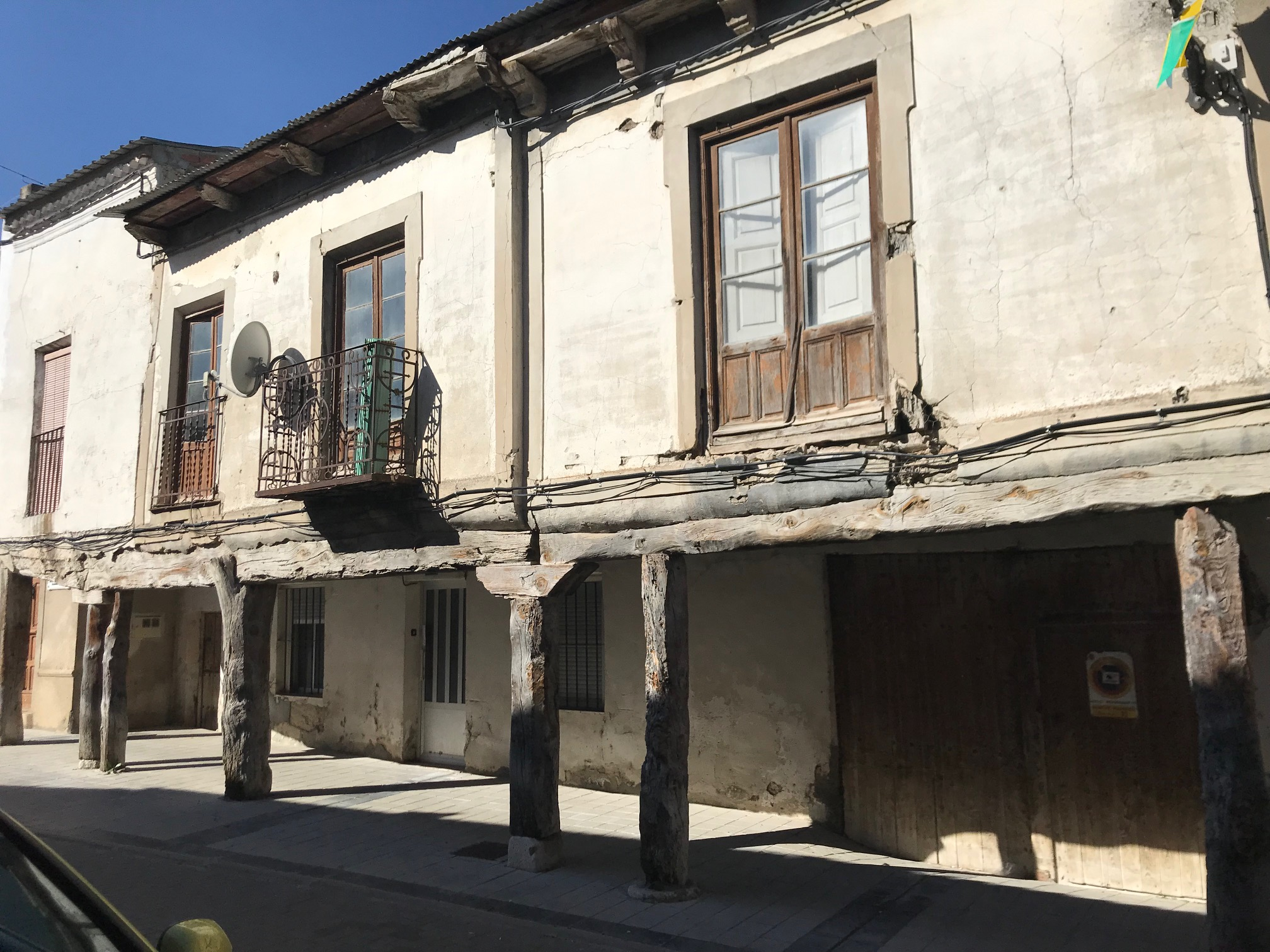
Calle Mayor de Traspinedo

Durante el siglo XIV la villa de Traspinedo perteneció al infantazgo de Valladolid, pero a lo largo del tiempo cambió entre varios señoríos.
Destaca una calle típica en la que abundan los soportales con pies derechos de madera, una casa con portada de arco de medio punto. En otra, hay un escudo con atributos de la peregrinación a Santiago (cordón, bordón, calabaza y concha).
Su iglesia está dedicada a San Martín. Se trata de una construcción gótica de fines del siglo XV y principios del XVI, en buen estado de conservación. Consta de dos naves, una cubierta con  arista y otra con crucería estrellada. En 1752 el arquitecto vallisoletano Matías Machuca reformó la torre y el tejado.

## Demografía
Cuenta con una población de 1240 habitantes (INE 2024).
| Gráfica de evolución demográfica de Traspinedo entre 1842 y 2021                                                      |
| |
| Población de derecho según los censos de población del INE. Población de hecho según los censos de población del INE. |

## Fiestas
- El 2 de julio se celebra Santa Isabel, patrona de Traspinedo. La fiesta tiene siete días de duración, el día 2 de julio se celebra una misa solemne, procesión y repique de campanas, todo en honor a la Santa. Se bebe y reparte limonada entre los forasteros, hay encierros, capeas, pasacalles y bailes.
- El 11 de noviembre se celebra San Martín, patrón de Traspinedo. La fiesta tiene dos días de duración, comenzando el viernes y terminando el domingo por la noche.[2]